# Driebergen-Rijsenburg
Driebergen-Rijsenburg es una aldea en los Países Bajos del municipio de Utrechtse Heuvelrug, en la provincia  Utrecht. El 1 de enero de 2008, el pueblo tenía 18490 habitantes.

## Historia
El 1 de mayo de 1931, los municipios de Driebergen y Rijsenburg, cuyas aglomeraciones ya se habían unido, se fusionaron para formar el municipio de Driebergen-Rijsenburg. Desde entonces, las dos aldeas se han integrado completamente y forman una sola aldea.
El municipio de Driebergen-Rijsenburg ha sido independiente hasta el 1 de enero de 2006. En esa fecha, se fusionó con los municipios de Doorn, Leersum, Maarn y Amerongen para formar el nuevo municipio de Utrechtse Heuvelrug.